# 努万泰勒
努万泰勒（法語：Nointel，法語發音：[nwɛ̃tɛl] ⓘ）是法国瓦兹省的一个市镇，属于克莱蒙区。

## 地理
努万泰勒（49°22'29"N, 2°28'55"E）面积9.35 平方千米，位于法国上法蘭西大區瓦兹省，该省份为法国北部内陆省份，北起索姆省，西接厄尔省和滨海塞纳省，南至塞纳-马恩省和瓦兹河谷省，东临埃纳省。
与努万泰勒接壤的市镇（或旧市镇、城区）包括：圣欧班苏塞尔克里、巴耶瓦勒、布勒伊勒塞克、卡特努瓦、曼布维尔。
努万泰勒的时区为UTC+01:00、UTC+02:00（夏令时）。

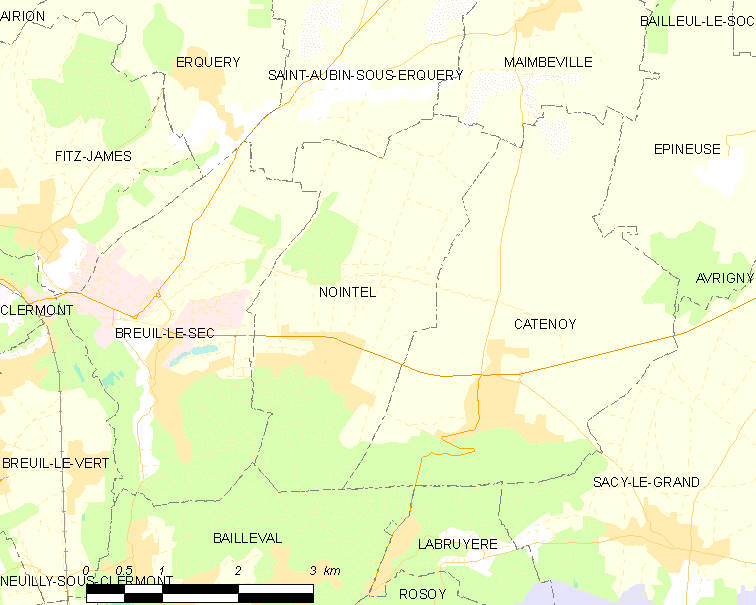
努万泰勒的OSM定位图

## 行政
努万泰勒的邮政编码为60840，INSEE市镇编码为60464。

## 政治
努万泰勒所属的省级选区为克莱蒙县。

## 人口

1962-2008年间努万泰勒人口变化图示

努万泰勒于2022年1月1日时的人口数量为1156人。